# 六地蔵駅 (京阪)
六地蔵駅（ろくじぞうえき）は、京都府京都市伏見区桃山町中島町にある京阪電気鉄道宇治線の駅である。駅番号はKH73。

## 概要
山科川を挟んで西側の京都市伏見区に所在している（元々は山科川東岸の一部も六地蔵村であったが1889年（明治22年）の町村制施行に伴い分割されているが、以降も一帯の地名（または通称）として用いられる）。
乗車カードは「PiTaPa」と「スルッとKANSAI」の利用エリアに含まれている（相互利用可能のICカードはそれぞれの項目を参照）。

## 歴史
京阪宇治線開業時から1960年代中期までの約50年間は、1917年（大正6年）の「大正大洪水」・1934年（昭和9年）の室戸台風・1935年（昭和10年）の2度の京都水害、1953年（昭和28年）の台風13号、1961年（昭和36年）の第2室戸台風、1965年（昭和40年）の台風24号で駅周辺が浸水するなど水害が頻発していたが、1953年（昭和28年）の台風13号の被災を受けての河川改修計画『淀川水系改修基本計画』で天ヶ瀬ダムの築造や小栗栖ポンプ場・山科川に堤防が築かれ六地蔵駅も堤防上に移設された結果、水害の恐れはほぼなくなった。また山科川の堤防完成に前後して、外環状線の開通、醍醐石田団地、小栗栖団地が造成されるなど駅周辺の宅地化が本格化し、京阪では列車増発のため、六地蔵駅の南東側に変電所が設置された。
1926年（大正15年）7月14日には大阪から大津への短絡ルートとして六地蔵線（堀内村六地蔵 - 醍醐 - 滋賀県石山村 12.5 km）が京阪の手で出願され、翌1927年（昭和2年）10月28日特許されるが、1937年（昭和12年）2月26日付けで「六地蔵線起業の廃止」が許可されている。当時の計画では六地蔵駅を西側へ移設、奈良街道沿いに北上し、現在名神高速道路となっている旧東海道線跡を使い大津へ達する計画だった。線路敷設予定地の一部が「新奈良街道（伏見区石田合場橋-伏見・山科両区の区境付近）」として利用され、新京阪山科線と接続予定であった山科駅の予定地が京阪バス山科営業所（山科区大宅）となっている。

### 年表
- 1913年（大正2年）6月1日：宇治線の中書島駅 - 宇治駅開業と同時に[6]、駅開業[1][2]。
- 1917年（大正6年）9月26日 - 10月1日：「大正大洪水」により周辺が浸水する[7]。
- 1934年（昭和9年）9月21日：室戸台風で被災停電。同月27日までに復旧[8]。
- 1935年（昭和10年）
  - 6月29日：京都水害 (鴨川水害) で山科川が氾濫して浸水、7月1日復旧[8]。
  - 8月11日：2度目の京都水害で宇治川から山科川へ逆流で浸水、同月13日復旧[8]。
- 1943年（昭和18年）10月1日：阪神急行電鉄との合併に伴い、京阪神急行電鉄（現在の阪急電鉄）が設立[6]。同社の駅となる。
- 1949年（昭和24年）12月1日： 京阪神急行電鉄からの分離に伴い、京阪電気鉄道が設立[6]。同社の駅となる。
- 1951年（昭和26年）7月：梅雨前線の影響で11日から16日にかけての豪雨で山科川が氾濫し、駅と周辺が浸水する[9][注 2]。
- 1953年（昭和28年）9月25日：台風13号で宇治川から逆流した水で山科川が氾濫し、駅と周辺が浸水する。10月1日に仮復旧し運行を再開する[10]。
- 1959年（昭和34年）8月13日：前線性の豪雨で山科川が破堤、駅と周辺が浸水する[11][12]。
- 1961年（昭和36年）9月16日：第2室戸台風により駅と周辺が浸水する。
- 1965年（昭和40年）9月17日：台風24号により山科川が氾濫、駅と周辺に避難勧告が発令され周辺家屋400軒以上浸水する[12][13]。
- 1966年（昭和41年）3月：山科川堤防嵩上げ工事および橋梁架け替えに伴い、6日に中書島行きホームを、20日に宇治行きホームを堤防上にそれぞれ移設する[14]。旧駅跡はバスターミナルの用地となり、後に整備された。
- 2015年（平成27年）7月1日：京都市が京阪駅前を「放置自転車の撤去強化区域」に指定[15]。

## 駅構造
山科川堤防の盛土に造られた相対式ホーム2面2線を持つ地上駅で、有効長はそれぞれ5両編成分である。ホームはカーブした線形の途中に設置されている。1階には改札が1箇所、2階には方面別のホームがあり、中書島行きホームのみ待合室が設置されている。改札階とホーム階の間は階段のほか車椅子対応のエレベーターが設置されていて、改札階のトイレにはオストメイト対応の多目的トイレが設置されるなどバリアフリー対応がなされている。
駅前にバスターミナルがあり、京阪バス（山科駅・三条京阪・日野方面など）、京都京阪バス（御蔵山方面）の各路線が乗り入れている。また、タクシー乗り場も併設している。
かつては地平にホームがあったが、山科川の堤防が築造されたさいに線路を移動したため盛土上に移築された。なお、地平ホーム時代の旧線跡が駅の東側200 m先の現線路脇に残っている。
1998年から翌年にかけて、京阪本線直通の季節列車として運転されていた「宇治快速」の停車駅でもあった。

### のりば
| 番線 | 路線    | 方向 | 行先       |
| ---- | ------- | ---- | ---------- |
| 1    | ■宇治線 | 上り | 中書島方面 |
| 2    | ■宇治線 | 下り | 宇治方面   |

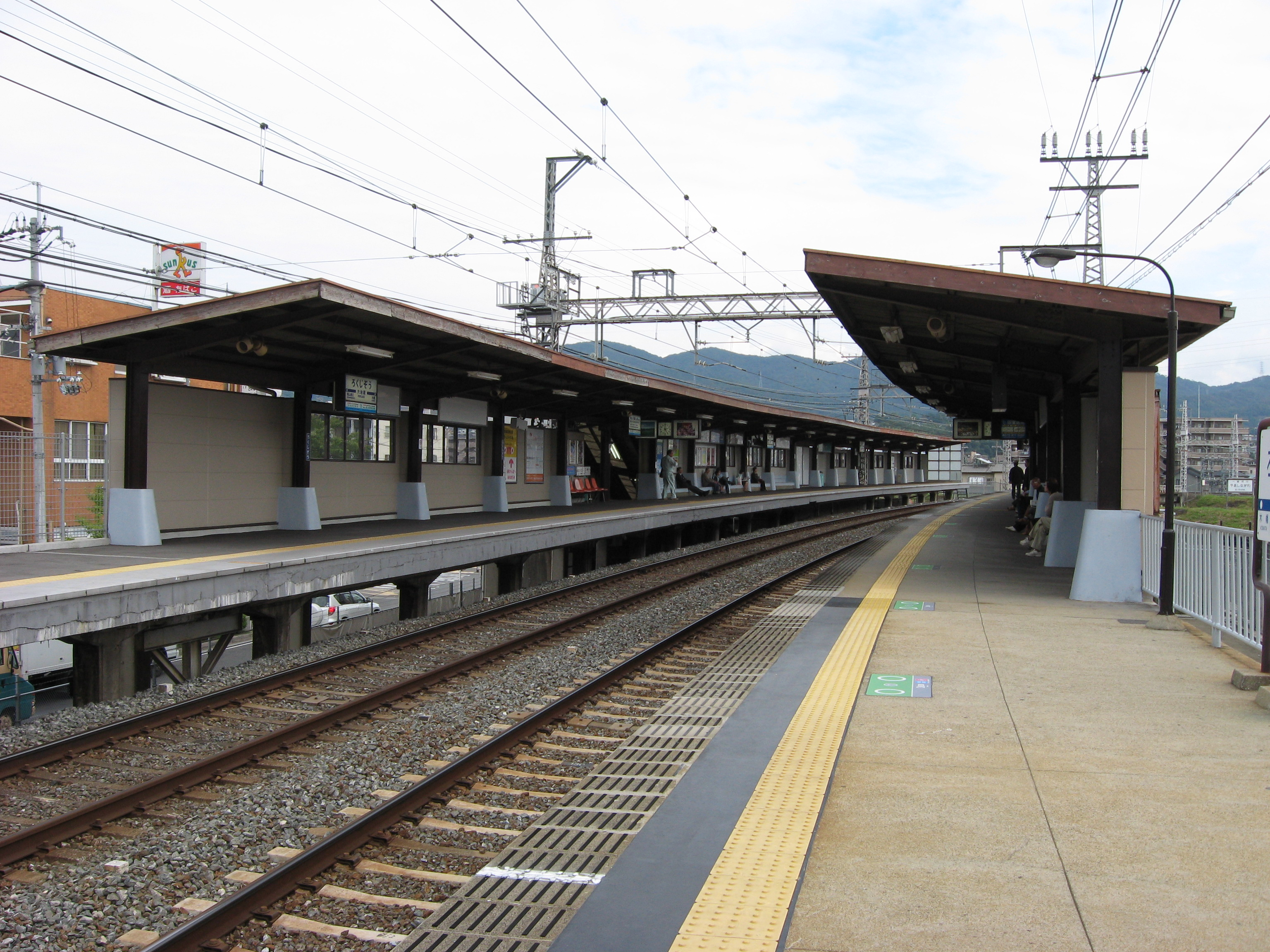
ホーム（右が中書島方面）

## 利用状況
利用者数の推移は下記の通り。
| 年度   | 乗車人員 | 乗降人員 |
| ------ | -------- | -------- |
| 1999年 | 5,486    |          |
| 2000年 | 5,373    |          |
| 2001年 | 5,263    |          |
| 2002年 | 4,907    |          |
| 2003年 | 4,770    |          |
| 2004年 | 4,603    |          |
| 2005年 | 4,616    |          |
| 2006年 | 4,578    |          |
| 2007年 | 4,536    | 9,268    |
| 2008年 | 4,521    | 8,885    |
| 2009年 | 4,540    | 9,471    |
| 2010年 | 4,458    | 9,195    |
| 2011年 | 4,503    | 9,493    |
| 2012年 | 4,685    | 8,191    |
| 2013年 | 4,605    | 9,263    |
| 2014年 | 4,904    | 9,697    |
| 2015年 | 5,087    | 10,352   |
| 2016年 | 4,066    | 8,468    |
| 2017年 | 4,047    | 8,353    |
| 2018年 | 4,249    | 8,770    |
| 2019年 | 4,158    | 8,489    |
| 2020年 | 3,019    | 6,252    |
| 2021年 | 3,140    | 6,386    |
| 2022年 | 3,384    | 6,888    |
| 2023年 | 3,467    | 7,537    |

## バス路線
付近を走る京阪バスは、京阪六地蔵駅をターミナル（バス停の名称は「京阪六地蔵」）としており、三条京阪・四条河原町・京都駅八条口・山科駅・醍醐駅・御蔵山・東御蔵山などへのバスが発着する。2024年3月末までは京都京阪バスも発着していたが、撤退した。
1番のりば
御蔵山六地蔵線
- 11号経路：御蔵山循環（西住宅止まり含む）
- 12号経路：東御蔵山循環右回り
- 13号経路：東御蔵山循環左回り
- 18号経路：東御蔵山

2番のりば
山科六地蔵線
- 22号経路：山科駅
- 22A号経路：山科駅（経由地が異なる）

3番のりば
醍醐六地蔵線
- 3号経路：醍醐バスターミナル

## 隣の駅
京阪電気鉄道
宇治線
桃山南口駅 (KH72) - 六地蔵駅 (KH73) - 木幡駅 (KH74)
- 括弧内は駅番号を示す。